# Compacte stad
De compacte stad is een stedenbouwkundig en planologisch concept dat gericht is op een relatief hoge woningdichtheid en het mengen van ruimtelijke functies in stadswijken. Er wordt uitgegaan van een efficiënt openbaar-vervoersysteem en een inrichting van de openbare ruimte die lopen en fietsen bevordert. Dit zou leiden tot een lager energieverbruik, minder uitstoot van broeikasgassen, meer sociale interactie op straat en een hogere sociale veiligheid. De compacte stad is tegengesteld aan suburbanisatie, waarbij de stedelijke dichtheid juist afneemt.

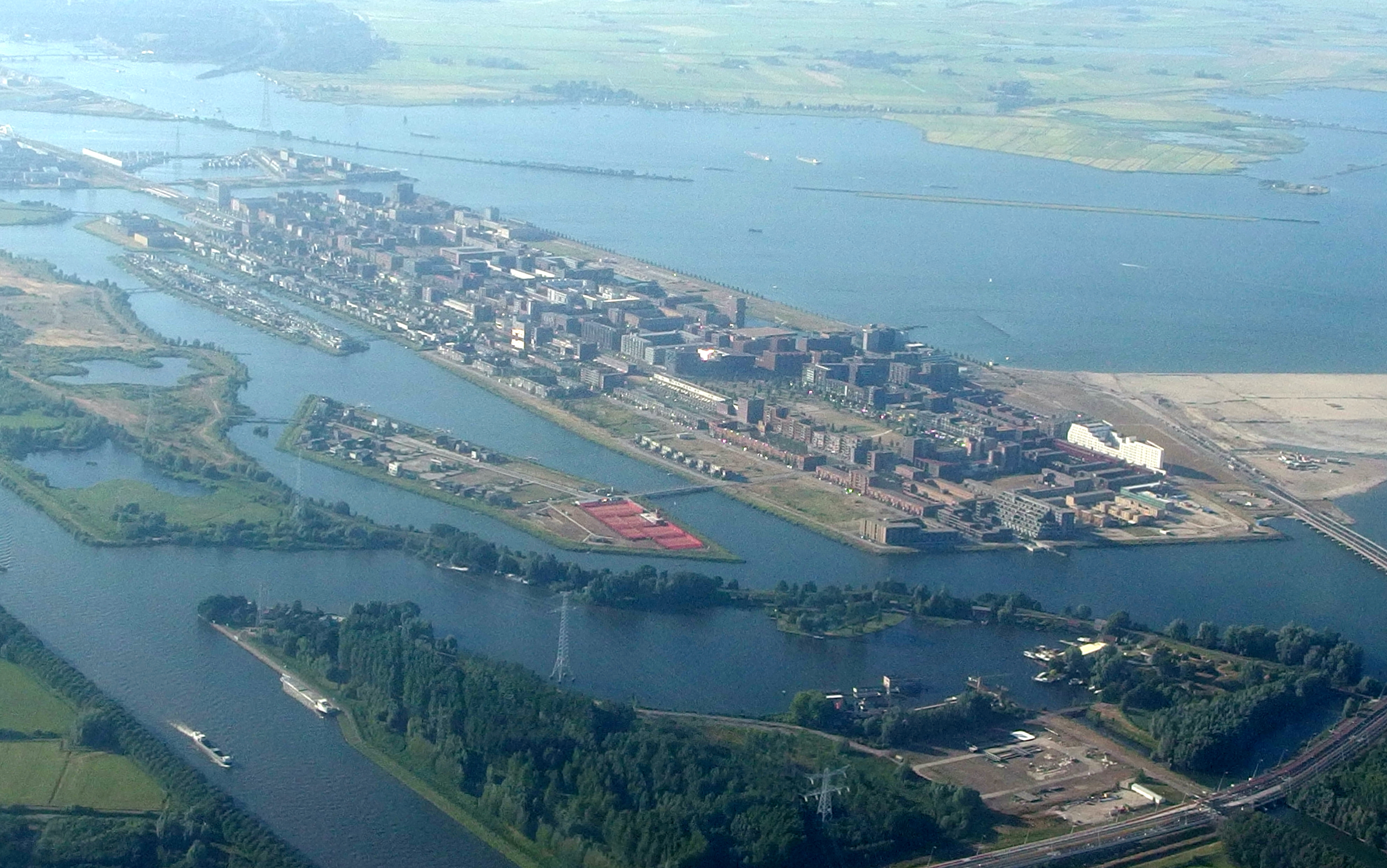
Luchtfoto van vinexwijk IJburg in Amsterdam, juli 2014

## Situatie in Nederland
De ruimtelijke ordening in Nederland is sterk beïnvloed door het concept van de compacte stad. In de jaren 1960 werden grootschalige stadswijken gebouwd waarbij de schaarse ruimte zo efficiënt mogelijk benut werd. In de jaren 70 was het groeikernenbeleid leidend, waarbij werd gepoogd de suburbanisatie te beperken door middel van gebundelde deconcentratie. Het Groene Hart bleef hierdoor gevrijwaard van substantiële woningbouwlocaties. De groeikernen zorgden echter voor aanzienlijke forensenstromen naar de centrale stad. Daarom ontstond er in de jaren 80 draagvlak voor woningbouw in of nabij de grotere steden. De Vierde Nota Ruimtelijke Ordening (1988) wees een aantal vinexwijken aan. Als gevolg van dit ruimtelijke-ordeningsbeleid is de suburbanisatie en lintbebouwing in Nederland relatief beperkt gebleven.

### Amsterdam
Amsterdam verloor tussen 1959 en 1984 ongeveer een kwart van zijn inwoners (van 850.000 naar 640.000). De gemiddelde woningbezetting daalde in die periode van 3,5 naar 2,1. Tegelijkertijd bestond er grote woningnood. Midden jaren 1970 waren er 60.000 urgente woningzoekenden. Het in 1978 aangetreden college van burgemeester en wethouders (met onder anderen Michael van der Vlis op Ruimtelijke Ordening, en Jan Schaefer op Volkshuisvesting en Stadsvernieuwing) zette alles op alles om het tij te keren. De begrippen "gebundelde deconcentratie" en "overloopgebieden" uit de Derde nota ruimtelijke ordening (1974) maakten plaats voor "terug naar de stad", "compacte stad" en "bouwen voor de buurt". Het eerste nieuwbouwproject waar die uitgangspunten in de praktijk werden gebracht was de buurt Venserpolder in Amsterdam-Zuidoost, waar architect Carel Weber begin jaren 1980 klassieke etagewoningen in een hoge dichtheid bouwde. Vanaf 1990 werd de herontwikkeling van het Oostelijk Havengebied ter hand genomen, waar de bebouwingsdichtheid ongeveer honderd woningen per hectare bedroeg, net zo hoog als de Concertgebouwbuurt en bijna drie keer zo hoog als de gemiddelde vinexwijk in die tijd. Dat beleid werd in de 21e eeuw voortgezet in nieuwbouwwijken als IJburg, Amstelkwartier, Houthavens, Oostenburg-Noord en Zeeburgereiland (met vooral in de Sluisbuurt een zeer hoge bebouwingsdichtheid).